# Lisselsjön (Österfärnebo socken, Gästrikland)
Lisselsjön är en sjö i Sandvikens kommun i Gästrikland och ingår i Dalälvens huvudavrinningsområde. Lisselsjön ligger i Ista Natura 2000-område.